# Грохолевский, Зенон
Зено́н Грохоле́вский (пол. Zenon Grocholewski; 11 октября 1939, Бродки, Польша — 17 июля 2020, Рим, Италия) — польский куриальный кардинал. Титулярный епископ Агрополи с 21 декабря 1981 по 16 декабря 1991. Титулярный архиепископ с 16 декабря 1991. Префект Верховного Трибунала Апостольской Сигнатуры и председатель Кассационного суда государства-града Ватикан с 5 октября 1998 по 15 ноября 1999. Префект Конгрегации католического образования и Великий канцлер Папского Григорианского университета с 15 ноября 1999 по 31 марта 2015. Кардинал-дьякон с титулярной диаконией Сан-Никола-ин-Карчере с 21 февраля 2001 по 21 февраля 2011. Кардинал-священник с титулом церкви pro hac vice Сан-Никола-ин-Карчере c 21 февраля 2011 по 17 июля 2020.

## Ранняя жизнь
Зенон Грохолевский родился 11 октября 1939 года, в местечке Бродки, епархия Познань, в Польше). Образование получил в Архиепископской семинарии в Познани (философия и теология), а также в Папском Григорианском Университете (лиценциат и докторантура в каноническом праве, тезис диссертации: «De exclusione indissolubilitatis ex consensu matrimoniali eiusque probatione»). Языковые курсы в Германии и Франции. Грохолевский хорошо говорит на итальянском и английском языках.
18 марта 1961 года рукоположён в субдиаконы, в Семинарской капелле, в Познане, архиепископом Познаньским Антонием Бараньяком. 27 мая 1962 года рукоположён в диаконы, в соборе Святых Петра и Павла, в Познани, тем же архиепископом.
27 мая 1963 года, Грохолевский посвящён в священники Познаньской митрополии, в соборе Святых Петра и Павла, архиепископом Познаньским Антонием Бараньяком. Он служил в течение трех лет в приходе Христа Избавителя в Познани, перед получением докторантуры в каноническом праве в Папском Григорианском Университете, в Риме.
С 1972 года по 1999 год он работал в Верховном Трибунале Апостольской Сигнатуры. В 1972—1977 годах, как нотариус; в 1977—1980 годах и. о. канцлера; в 1980—1982 годах канцлер; в 1982—1998 годах секретарь и наконец в 1998—1999 годах префект Трибунала. С 6 декабря 1977 года Капеллан Его Святейшества.
В это время он был одним из семи членов комиссии, которая изучала проект Кодекса канонического права 1983 года с папой римским, и он преподавал каноническое право в Григорианском и Латеранском Университетах и Общине церковного суда. Признан, одним из известных современных экспертов в каноническом праве.

## Кардинал
Он был назначен титулярным епископом Агрополи 21 декабря 1982 года, а 16 декабря 1991 года возведён в архиепископы. Ординацию 6 января 1983 года совершил папа римский Иоанн Павел II, которому помогали Эдуардо Мартинес Сомало, титулярный архиепископ Тагоры — заместитель Государственного секретаря Ватикана и Дурайсами Симон Лурдусами, бывший архиепископ Бангалора и секретарь Конгрегации Евангелизации Народов.
Префект Верховного Трибунала Апостольской Сигнатуры и председатель Кассационного суда государства-града Ватикан с 5 октября 1998 года по 15 ноября 1999 года.
15 ноября 1999 года он был назначен префектом Конгрегации Католического Образования. Он так же Великий Канцлер Папского Григорианского Университета.
Возведён в кардиналы Иоанном Павлом II на консистории от 21 февраля 2001 года, с титулярной диаконией Сан-Никола-ин-Карчере.
Он был один из кардиналов-выборщиков, которые участвовали в Папском Конклаве 2005 года, который избрал папу римского Бенедикта XVI.
Членство в дикастериях Римской курии:
- Конгрегации доктрины веры и по делам епископов;
- Папского Совета по интерпретации законодательных текстов;
- Специального Совета по Океании Генерального Секретариата (Синод Епископов).

21 февраля 2011 года возведён в кардиналы-священники с титулом церкви pro hac vice Сан-Никола-ин-Карчере.
Участник Конклава 2013 года.
31 марта 2015 года Папа Франциск принял отставку кардинала Грохолевского с поста префекта Конгрегации католического образования, его преемником стал кардинал Джузеппе Версальди, занимавший до это пост председателя Префектуры экономических дел Святого Престола.
Кардинал Зенон Грохолевский скончался 17 июля 2020 года, в Риме.

## Награды
- Командор со звездой ордена Возрождения Польши (2009 год)[5]

## Почётные учёные степени
- Доктор honoris causa Университета кардинала С. Вышиньского (Варшава) (1998 год);
- Почётный доктор Католического университета Люблина (1999 год);
- Почётный доктор теологии Университета Пассау (8 февраля 2001 года).

## Звания почётного гражданина
- Почётный гражданин Трентона (США);
- Почётный гражданин Принстона (США);
- Почётный гражданин Агрополи (Италия);
- Почётный гражданин Левоча (Словакия).